# Championnat du Venezuela de football 1970
Navigation
Saison 1969 Saison 1971
La saison 1970 du championnat du Venezuela de football est la quatorzième édition du championnat de première division professionnelle au Venezuela et la cinquantième saison du championnat national. 
Le championnat est scindé en deux phases, où les équipes s'affrontent deux fois, à domicile et à l'extérieur. Le club premier au classement à l'issue de chacune des phases se qualifie pour la Copa Libertadores 1971 et pour la finale nationale, disputée en matchs aller-retour. Il n'y a ni promotion, ni relégation en fin de saison.
C'est le club du Deportivo Galicia, tenant du titre, qui remporte la compétition, après avoir gagné la seconde phase puis battu le Deportivo Italia en finale nationale. C'est le troisième titre du club, qui manque un deuxième doublé Coupe-championnat consécutif en s'inclinant en finale de la Copa Venezuela, à nouveau confronté au Deportivo Italia.

## Les clubs participants
| - Deportivo Portugués - Tiquire Aragua - UD Canarias - Deportivo Italia | - Deportivo Galicia - Anzoátegui FC - Lara FC - Valencia FC |

## Compétition
Le barème utilisé pour établir les différents classements est le suivant :
- Victoire : 2 points
- Match nul : 1 point
- Défaite : 0 point

### PhaseApertura
| Rang | Équipe              | Pts | J  | G | N | P | Bp | Bc | Diff |
| ---- | ------------------- | --- | -- | - | - | - | -- | -- | ---- |
| 1    | Deportivo Italia    | 20  | 14 | 8 | 4 | 2 | 26 | 10 | +16  |
| 2    | Valencia FC         | 19  | 14 | 8 | 3 | 3 | 21 | 11 | +10  |
| 3    | Deportivo GaliciaT  | 16  | 14 | 7 | 2 | 5 | 21 | 15 | +6   |
| 4    | UD Canarias         | 15  | 14 | 4 | 7 | 3 | 16 | 13 | +3   |
| 5    | Lara FC             | 11  | 14 | 3 | 5 | 6 | 12 | 20 | -8   |
| 6    | Anzoátegui FC       | 11  | 14 | 5 | 1 | 8 | 22 | 31 | -9   |
| 7    | Deportivo Portugués | 10  | 14 | 3 | 4 | 7 | 13 | 18 | -5   |
| 8    | Tiquire Aragua      | 10  | 14 | 4 | 2 | 8 | 13 | 26 | -13  |

|  | Qualification pour la finale nationale |

### PhaseClausura
| Rang | Équipe              | Pts | J  | G  | N | P | Bp | Bc | Diff |
| ---- | ------------------- | --- | -- | -- | - | - | -- | -- | ---- |
| 1    | Deportivo GaliciaT  | 22  | 14 | 11 | 0 | 3 | 28 | 13 | +15  |
| 2    | Deportivo Portugués | 20  | 14 | 9  | 2 | 3 | 24 | 12 | +12  |
| 3    | Deportivo ItaliaC   | 17  | 14 | 7  | 3 | 4 | 17 | 14 | +3   |
| 4    | Valencia FC         | 14  | 14 | 5  | 4 | 5 | 15 | 12 | +3   |
| 5    | Lara FC             | 14  | 14 | 5  | 4 | 5 | 14 | 18 | -4   |
| 6    | Anzoátegui FC       | 11  | 14 | 4  | 3 | 7 | 18 | 17 | +1   |
| 7    | UD Canarias         | 9   | 14 | 3  | 3 | 8 | 12 | 26 | -14  |
| 8    | Tiquire Aragua      | 5   | 14 | 0  | 5 | 9 | 13 | 29 | -16  |

|  | Qualification pour la finale nationale |

### Classement cumulé
| Rang | Équipe                | Pts | J  | G  | N  | P  | Bp | Bc | Diff |
| ---- | --------------------- | --- | -- | -- | -- | -- | -- | -- | ---- |
| 1    | Deportivo GaliciaT Cl | 38  | 28 | 18 | 2  | 8  | 49 | 28 | +21  |
| 2    | Deportivo ItaliaC Ap  | 37  | 28 | 15 | 7  | 6  | 43 | 24 | +19  |
| 3    | Valencia FC           | 33  | 28 | 13 | 7  | 8  | 36 | 23 | +13  |
| 4    | Deportivo Portugués   | 30  | 28 | 12 | 6  | 10 | 37 | 30 | +7   |
| 5    | Lara FC               | 25  | 28 | 8  | 9  | 11 | 26 | 38 | -12  |
| 6    | UD Canarias           | 24  | 28 | 7  | 10 | 11 | 28 | 39 | -11  |
| 7    | Anzoátegui FC         | 22  | 28 | 9  | 4  | 15 | 40 | 48 | -8   |
| 8    | Tiquire Aragua        | 15  | 28 | 4  | 7  | 17 | 26 | 55 | -29  |

|  | Qualification pour la Copa Libertadores 1971                                                                                       |
|  | Qualification pour la Coupe des Coupes 1971                                                                                        |
|  | T : Tenant du titre C : Vainqueur de la Coupe du Venezuela Ap : Vainqueur de la phase Apertura Cl : Vainqueur de la phase Clausura |

### Finale nationale
| Équipe 1         | Résultat | Équipe 2          | Aller | retour |
| ---------------- | -------- | ----------------- | ----- | ------ |
| Deportivo Italia | 0 - 1    | Deportivo Galicia | 0 - 0 | 0 - 1  |

## Bilan de la saison
| Championnat du Venezuela de football 1970 |                              |
| Champion                                  | Deportivo Galicia (3e titre) |
| Coupes et trophées                        |                              |
| Vainqueur de la Coupe du Venezuela 1970   | Deportivo Italia             |
| Qualifications continentales              |                              |
| Copa Libertadores 1971                    | Deportivo Galicia            |
| Copa Libertadores 1971                    | Deportivo Italia             |
| Coupe des Coupes 1971                     | Valencia FC                  |
| Promotions et relégations                 |                              |
| Promus en Primera División                | Aucun                        |
| Relégués en Segunda A                     | Aucun                        |